# Mouvement de la gauche démocratique (Liban)
Pour les articles homonymes, voir Mouvement de la gauche démocratique.
Le Mouvement de la gauche démocratique au Liban (MGD, حركت اليسار الديمقراطي في لبنان, ĥarakatu-l-yasāri-d-dimuqrātī), est un parti politique libanais fondé le 17 octobre 2004 à Beyrouth.
Le mouvement est né de la rencontre entre l'ex-opposition interne du Parti communiste libanais (3 sous-tendances : Courant de la Gauche Démocratique/ porte-parole Elias Atallah ; Bloc Etudiant/ porte-paroles Ammar Abboud et Omar Harkous ; et le Group du Bureau Politique/ porte-parole Nadim Abdel Samad), les Groupes Independants de Gauche (étudiants et jeunes) et des intellectuels de gauche (hors-partis) comme Elias Khoury, Samir Kassir et Ziad Majed. Le MGD ne se présente pas en tant qu'avant-garde révolutionnaire, c'est pourquoi il n'est pas un parti purement marxiste, mais il n'est pas social-démocrate non plus (la majorité reste marxiste, avec des minorités post-marxiste, socialiste de gauche et trotskiste).
C'est le seul parti politique libanais qui donne le droit à la formation de tendances internes (il y a deux tendances). Les élections internes au parti sont d'ailleurs à la proportionnelle. Le Mouvement de la gauche démocratique a aussi instauré un quota féminin de 30 % dans les instances dirigeantes de sa fédération dans la capitale.
Le MGD, faisant partie du Bloc du 14 mars, fut représenté à l'assemblée nationale 2005-2009 par Elias Atallah. Il est actuellement représenté par le député Amine Wehbe.
Le 2 juin 2005, dans un attentat à la voiture piégée, le journaliste cofondateur du MGD Samir Kassir est victime d'un attentat qui lui coûta la vie.